# Reading Football Club Women
Il Reading Football Club Women, nella forma contratta Reading F.C.W. o Reading F.C Women, è una squadra di calcio di femminile inglese, affiliata all'omonimo club con sede a Reading, città del Regno Unito meridionale sita nella contea inglese del Berkshire.
Fondata nel 2006, dopo aver giocato ai vertici della piramide calcistica femminile inglese, a causa di problemi finanziari hanno rinunciato all'iscrizione in Women's Championship 2024-2025 ripartendo dalla Southern Region Football League Premier Division, campionato di quinta divisione di categoria.
Le calciatrici del Reading, così come avviene con la sezione maschile, sono soprannominate The Royals (Le Reali), dalla collocazione geografica di Reading, nella Contea Reale di Berkshire.

## Storia
Il Reading Football Club aveva una partnership col Reading Royals LFC, inizialmente noto come Twyford Comets, che militava nel campionato nazionale inglese. Interruppe quest'associazione nel 2006 quando venne presa la decisione di istituire una propria sezione di calcio femminile. La squadra venne iscritta nella Southern Region Women's Football League, quarto livello del campionato inglese. Il campionato venne vinto al termine della stagione 2006-07, guadagnando la promozione nella South West Combination Women's Football League, anch'essa vinta al termine della stagione 2007-08, arrivando così in FA Women's Premier League Northern Division, secondo livello nazionale. Nella stagione 2009-10 la squadra venne inserita nel girone meridionale e concluse il torneo al secondo posto alle spalle del Barnet, conquistando la promozione nella National Division, che proprio nell'annata successiva divenne il secondo livello nazionale dopo l'istituzione della FA Women's Super League. Dopo aver concluso al terzo posto la prima stagione in National Division, il Reading venne retrocesso nella Southern Division al termine della stagione 2011-12.
La stagione 2012-13 vide il Reading concludere al primo posto la Southern Division. Venne poi ammesso alla prima edizione della FA Women's Super League 2, la nuova seconda serie del campionato inglese. La prima partecipazione alla WSL 2 si concluse con un terzo posto, mentre l'edizione 2015 si concluse con Reading e Doncaster Rovers Belles al primo posto a pari punti ed entrambe promosse in FA Women's Super League 1, ma Reading vincitrice del torneo per la migliore differenza reti. Con la promozione in massima serie il campo da gioco venne spostato all'Adams Park di High Wycombe, in coabitazione con la squadra maschile del Wycombe.
Nelle stagioni successive la squadra ha mantenuto la propria partecipazione alla massima serie nazionale, raggiungendo il miglior risultato col quarto posto conquistato nella stagione 2017-2018. Nella stagione 2018-19 raggiunse per la prima volta le semifinali della FA Women's Cup, venendo eliminato dal West Ham dopo i tiri di rigore. A partire dalla stagione 2020-21 il campo da gioco venne spostato al Madejski Stadium in coabitazione con la squadra maschile.
Al termine della stagione 2022-23 la squadra è stata retrocessa in Women's Championship dopo otto stagioni consecutive in massima serie. A seguito della retrocessione e viste le difficoltà finanziarie del club, la società ha deciso di operare la sezione femminile con contratti part-time.

## Palmarès
- Campionato inglese di seconda divisione: 1

2015

## Statistiche

### Partecipazione ai campionati
| Livello | Categoria                                      | Partecipazioni | Debutto   | Ultima stagione | Totale |
| ------- | ---------------------------------------------- | -------------- | --------- | --------------- | ------ |
| 1º      | Women's Super League                           | 8              | 2016      | 2022-2023       | 8      |
| 2º      | Premier League Northern/Southern Division      | 2              | 2008-2009 | 2009-2010       | 7      |
| 2º      | Premier League National Division               | 2              | 2010-2011 | 2011-2012       | 7      |
| 2º      | Women's Super League 2                         | 2              | 2014      | 2015            | 7      |
| 2º      | Women's Championship                           | 1              | 2023-2024 | 2023-2024       | 7      |
| 3º      | South West Combination Women's Football League | 1              | 2007-2008 | 2007-2008       | 2      |
| 3º      | Premier League Southern Division               | 1              | 2012-2013 | 2012-2013       | 2      |
| 4º      | Southern Region Women's Football League        | 1              | 2006-2007 | 2006-2007       | 1      |